# Changement de nom de communes en France dans les années 1850
Pour des articles plus généraux, voir Changement de nom de communes en France et Changement de nom de communes en France au XIXe siècle.
Cet article présente une liste des changements de nom de communes en France dans les années 1850.

## 1851
| Code INSEE | Ancienne dénomination | Département     | Nouvelle dénomination | Date                |
| ---------- | --------------------- | --------------- | --------------------- | ------------------- |
| 64042      | Argagnon-Marcerin     | Basses-Pyrénées | Argagnon              | Loi du 8 avril 1851 |

## 1852
| Code INSEE | Ancienne dénomination | Département      | Nouvelle dénomination     | Date                   |
| ---------- | --------------------- | ---------------- | ------------------------- | ---------------------- |
| 37054      | Chanceaux             | Indre-et-Loire   | Chanceaux-sur-Choisille   | Décret du 2 mars 1852  |
| 51093      | Brugny                | Marne            | Brugny-Vaudancourt        | Loi du 9 juillet 1852, |
| 51142      | Chavot                | Marne            | Chavot-Courcourt          | Loi du 9 juillet 1852, |
| 76351.H    | Grasville             | Seine-Inférieure | Grasville-Sainte-Honorine | Loi du 9 juillet 1852, |

## 1853
| Code INSEE | Ancienne dénomination     | Département         | Nouvelle dénomination | Date                      |
| ---------- | ------------------------- | ------------------- | --------------------- | ------------------------- |
| 10298      | Pont-le-Roi               | Aube                | Pont-sur-Seine        | Décret du 29 janvier 1853 |
| 41085      | Laferté-Saint-Aignan      | Loir-et-Cher        | Laferté-Saint-Cyr     | Décret du 29 janvier 1853 |
| 62037      | Saint-Aubin-et-Anzin      | Pas-de-Calais       | Anzin-Saint-Aubin     | Décret du 5 février 1853  |
| 27582      | Saint-Ouen-de-la-Londe    | Eure                | Saint-Ouen-du-Tilleul | Décret du 12 février 1853 |
| 71149      | Couches                   | Saône-et-Loire      | Couches-les-Mines     | Décret du 28 avril 1853   |
| 17285      | Saint-Saturnin-de-Séchaud | Charente-Inférieure | Port-d'Envaux         | Décret du 23 mai 1853     |
| 02557      | Noroy                     | Aisne               | Noroy-sur-Ourcq       | Décret du 13 août 1853    |

## 1854
| Code INSEE | Ancienne dénomination | Département                       | Nouvelle dénomination          | Date                      |
| ---------- | --------------------- | --------------------------------- | ------------------------------ | ------------------------- |
| 32400      | Saint-Orens           | Gers                              | Saint-Orens-Pouypetit          | Décret du 24 janvier 1854 |
| 50592      | Tessy                 | Manche                            | Tessy-sur-Vire                 | Décret du 8 février 1854  |
| 21140      | Champignolles         | Côte-d'Or                         | Champignolles-les-Hospitaliers | Décret du 27 février 1854 |
| 2A035      | Belvedère             | Corse (actuellement Corse-du-Sud) | Belvedère-Campomoro            | Loi du 20 avril 1854      |

## 1856
| Code INSEE | Ancienne dénomination  | Département | Nouvelle dénomination | Date                      |
| ---------- | ---------------------- | ----------- | --------------------- | ------------------------- |
| 24133      | Sainte-Marie-de-Frugie | Dordogne    | La Coquille           | Décret du 26 janvier 1856 |
| 12078      | Les Costes             | Aveyron     | Les Costes-de-Gozon   | Décret du 13 février 1856 |
| 61324      | Passais                | Orne        | Passais-la-Conception | Décret du 12 juin 1856    |

## 1858
| Code INSEE | Ancienne dénomination | Département  | Nouvelle dénomination | Date                      |
| ---------- | --------------------- | ------------ | --------------------- | ------------------------- |
| 80198      | Clairy                | Somme        | Clairy-Saulchoix      | Décret du 20 février 1858 |
| 28115      | Courtalin             | Eure-et-Loir | Courtalain            | Décret du 6 mars 1858     |
| 43183      | Fix-Villeneuve        | Haute-Loire  | Villeneuve            | Loi du 21 mai 1858        |
| 01033      | Musinens              | Ain          | Bellegarde            | Décret du 6 décembre 1858 |

## 1859
| Code INSEE | Ancienne dénomination  | Département                                 | Nouvelle dénomination   | Date                       |
| ---------- | ---------------------- | ------------------------------------------- | ----------------------- | -------------------------- |
| 10151      | Fontaine-Saint-Georges | Aube                                        | Fontaine-les-Grès       | Décret du 8 janvier 1859   |
| 92047      | Marnes                 | Seine-et-Oise (actuellement Hauts-de-Seine) | Marnes-la-Coquette      | Décret du 12 janvier 1859  |
| 35269      | Chienné                | Ille-et-Vilaine                             | Saint-Georges-de-Chesné | Décret du 16 février 1859  |
| 58113      | Saint-Cy-Fertrève      | Nièvre                                      | Fertrève                | Décret du 16 mars 1859     |
| 89433      | Le Vault               | Yonne                                       | Vault-de-Lugny          | Décret du 27 novembre 1859 |